# 薩布利涅
48°38′32″N 32°38′35″E / 48.64222°N 32.64306°E
薩布利涅（烏克蘭語：Саблине），是烏克蘭中部的村莊，隸屬基洛夫格勒州的克羅皮夫尼茨基區。該村面積2.22平方公里，海拔高度177米，2001年人口682，人口密度每平方公里307.5人。